# أحمد عبد الحفيظ ساسي
أحمد عبد الحفيظ ساسي سياسي جزائري، والي السابق لأدرار وتلمسان. شغل منصب وزير التجارة لمدة 3 أشهر من مايو إلى أغسطس 2017 في الجزائر .

## وظائف
وظائفه الرئيسية هي :
1. رئيس دائرة بني عباس ولاية بشار: (1996-2000)
2. الأمين العام لل ولاية تندوف (  2000  2005 ).
3. الأمين العام لل ولاية صيدا (  2005  2009 ).
4. الأمين العام لل محافظة سطيف (  2009  2010 ).
5. والي من أدرار (  2010  2013 ).
6. والي من تلمسان (  2013 -2017).
7. وزير التجارة (05 / 2017-08 / 2017)

## مسار الرحلة
| الرقم | الوظيفة                   | البداية    | النهاية       |
| ----- | ------------------------- | ---------- | ------------- |
| 01    | الأمين العام لولاية تندوف | 28 08 2000 | 02 07 2005    |
| 02    | الأمين العام لولاية سعيدة | 02 07 2005 | 01 07 2009    |
| 03    | الأمين العام لولاية سطيف  | 01 07 2009 | 30 09 2010    |
| 04    | والي ولاية أدرار          | 30 09 2010 | 24 10 2013    |
| 05    | والي ولاية تلمسان         | 24 10 2013 | 19 جويلية2017 |
| 06    | وزير التجارة              | 24 ماي2017 | 17 أوت2017    |